# Wabash (Indiana)
Wabash és una població dels Estats Units a l'estat d'Indiana. Segons el cens del 2006 tenia 11.342 habitants.

## Demografia
Segons el cens del 2000, Wabash tenia 11.743 habitants, 4.799 habitatges, i 3.100 famílies. La densitat de població era de 509,4 habitants/km².
Dels 4.799 habitatges en un 29,2% hi vivien nens de menys de 18 anys, en un 49,6% hi vivien parelles casades, en un 11,1% dones solteres, i en un 35,4% no eren unitats familiars. En el 30,9% dels habitatges hi vivien persones soles el 13,4% de les quals corresponia a persones de 65 anys o més que vivien soles. El nombre mitjà de persones vivint en cada habitatge era de 2,36 i el nombre mitjà de persones que vivien en cada família era de 2,95.
Per edats la població es repartia de la següent manera: un 24,3% tenia menys de 18 anys, un 9% entre 18 i 24, un 27,4% entre 25 i 44, un 22,9% de 45 a 60 i un 16,4% 65 anys o més.
L'edat mediana era de 37 anys. Per cada 100 dones de 18 o més anys hi havia 87,3 homes.
La renda mediana per habitatge era de 34.401$ i la renda mediana per família de 44.016$. Els homes tenien una renda mediana de 32.324$ mentre que les dones 21.274$. La renda per capita de la població era de 18.210$. Entorn del 7,9% de les famílies i el 9,3% de la població estaven per davall del llindar de pobresa.

## Poblacions més properes
El següent diagrama mostra les poblacions més properes.